# Цан, Кеннет
Кеннет Цан (кит. 曾江, пиньинь Zēng Jiāng, палл. Цзэн Цзян; 2 сентября 1935[…], Шанхай — 27 апреля 2022, The Kowloon Hotel) — гонконгский актёр, режиссёр, сценарист. Цан получил награду «Лучший актёр второго плана» на 34-й Гонконгской кинопремии в 2015 году.

## Жизнь до работы в кино
Кеннет Цан (урождённый Цзэнг Кунъят) учился в средней школе в колледже Ва Янь, Гонконг, а затем в колледже Ва Янь, Коулун. Он учился в университете Макмерри, штат Техас, на первом курсе и перешёл в Калифорнийский университет в Беркли, где получил степень по архитектуре.

## Карьера в кино
Цан вернулся в Гонконг в начале 1950-х годов в качестве архитектора, но работа ему наскучила. Его младшая сестра Жанетт Лин в то время была кинозвездой и воспользовалась своими связями в отрасли, что способствовало его актёрской карьере.
Цан дебютировал в фильме «Вражда» (1955), когда ему было всего 20 лет, после чего последовала роль в фильме «Кто не романтик?» (1956). В середине 1960-х годов Цан снимался в детективных фильмах и классических кунг-фу фильмах вместе с гонконгскими кумирами подростков Конни Чан По Чу и Джозефин Сяо. В 1986 году Цан сыграл водителя такси, Кена, в фильме Джона Ву «Светлое будущее». Среди ролей Цана в фильмах  Ву — Кен в фильме «Светлое будущее 2: Ураганный огонь» 1987 года, убитый напарник полицейского Дэнни Ли в фильме «Наёмный убийца (фильм)» 1989 года и строгий приемный отец героя Чоу Юн-Фата в фильме «Рождённый вором» 1991 года.
Цан снялся в нескольких китайско-сингапурских драмах в 1990-х годах, наиболее заметными работами были фильм 1995 года «Семья Теочью» и «Непобедимые II» 1996 года.
Первым голливудским фильмом Цана был «Убийцы на замену» (1998), где он сыграл вместе с Чоу Юньфатом. Позже Цан снова сыграл с Чоу Юньфатом  в фильме («Анна и король»), а также появился в фильмах «Час пик 2» с Джеки Чаном и Крисом Такером и «Мемуары гейши». Цан сыграл Генерала Муна в фильме о Джеймс Бонде «Умри, но не сейчас» (2002).
Цан с 1994 года был женат на Цзяо Цзяо, гонконгской и тайваньской киноактрисе.
Умер 27 апреля 2022 года в Гонконге в возрасте 87 лет.

## Избранная фильмография
| Год  | Название                                |
| ---- | --------------------------------------- |
| 2005 | Мемуары гейши                           |
| 2002 | Умри, но не сейчас                      |
| 2001 | Час пик 2                               |
| 1999 | Анна и король                           |
| 1998 | Убийцы на замену                        |
| 1992 | Полицейская история 3: Суперполицейский |
| 1991 | Пока мы не встретимся вновь             |
| 1991 | Рождённый вором                         |
| 1989 | Наёмный убийца (фильм)                  |
| 1987 | Светлое будущее 2: Ураганный огонь      |
| 1986 | Светлое будущее                         |
| 1956 | Кто не романтик?                        |
| 1955 | Вражда                                  |